# Ochotona thibetana
Il pica di Moupin o pica tibetano (Ochotona thibetana Milne-Edwards, 1871) è un mammifero lagomorfo della famiglia degli Ocotonidi.
Non va confuso con l'affine Ochotona curzoniae, a volte chiamato anch'esso "pica tibetano" e diffuso in un areale leggermente più settentrionale.
Con numerose sottospecie (Ochotona thubetana nagqenica, Ochotona thibetana osgoodi, Ochotona thibetana sacraria, Ochotona thibetana thibetana, Ochotona thibetana sikimaria, quest'ultima in pericolo di estinzione), la specie abita il Tibet meridionale e parte della catena himalayana al confine con l'India centro-settentrionale: si pensa abiti anche il Bhutan, ma non esistono prove concrete che supportino questa supposizione.
Il suo habitat naturale è costituito dalle aree prative o leggermente alberate (a volte anche dai boschi di bambù) ad altitudini superiori ai 1800 m.
Si tratta di animali essenzialmente diurni e solitari: i contatti fra vari esemplari si limitano ai caratteristici fischi, lunghi e laceranti, che questi animali emettono per avvisare eventuali intrusi di aver oltrepassato il confine di un territorio non loro, o per avvisare altri animali di un pericolo imminente. Durante il periodo riproduttivo, si formano coppie che raramente interagiscono fra loro al di fuori del tempo necessario all'accoppiamento, dopodiché il maschio e la femmina si disinteressano quasi completamente l'uno dell'altra. Le stesse interazioni fra i partner sono assai rudi e simili a lotte.
Per sopravvivere durante l'inverno, nei periodi caldi questi animali ammassano quante più piante erbacee possibili, facendole seccare e stipandole nelle proprie tane, dove verranno consumate durante il periodo invernale: questi animali, infatti, non sono soliti andare in letargo, pur riducendo sensibilmente i propri ritmi metabolici durante i periodi freddi per evitare di terminare anzitempo la propria scorta di cibo. Qualora questo succeda, ed è cosa piuttosto frequente poiché alle soglie della stagione fredda diventano frequenti i casi di furto di erbe fra i vari esemplari, l'animale è costretto ad affrontare pericolose sortite dalla propria tana alla ricerca di cibo: spesso, per evitare di essere visto dai predatori, esso scava dei tunnel al di sotto del manto nevoso.